# 西藏中路

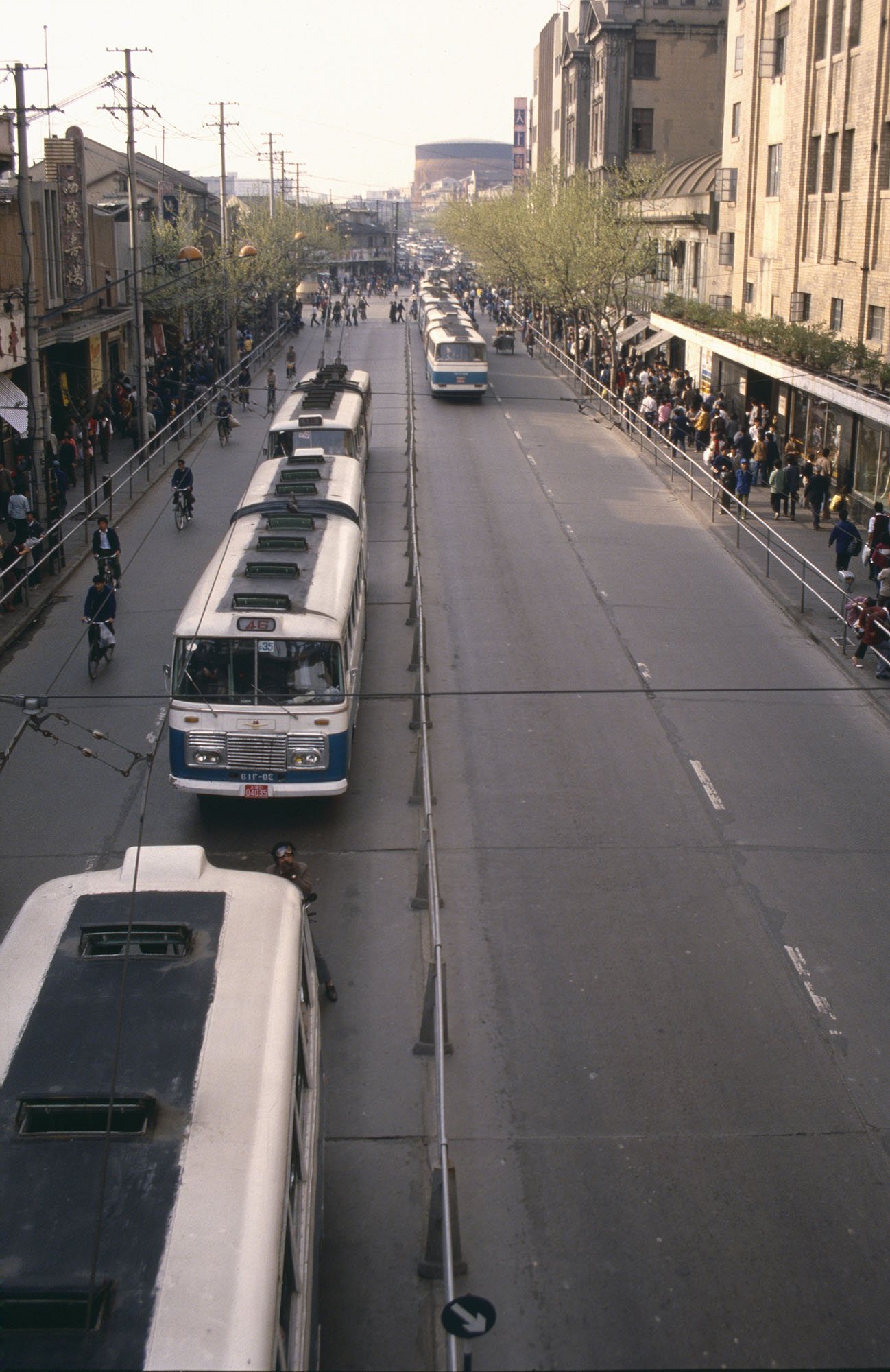
1987年的西藏中路南京路以北段

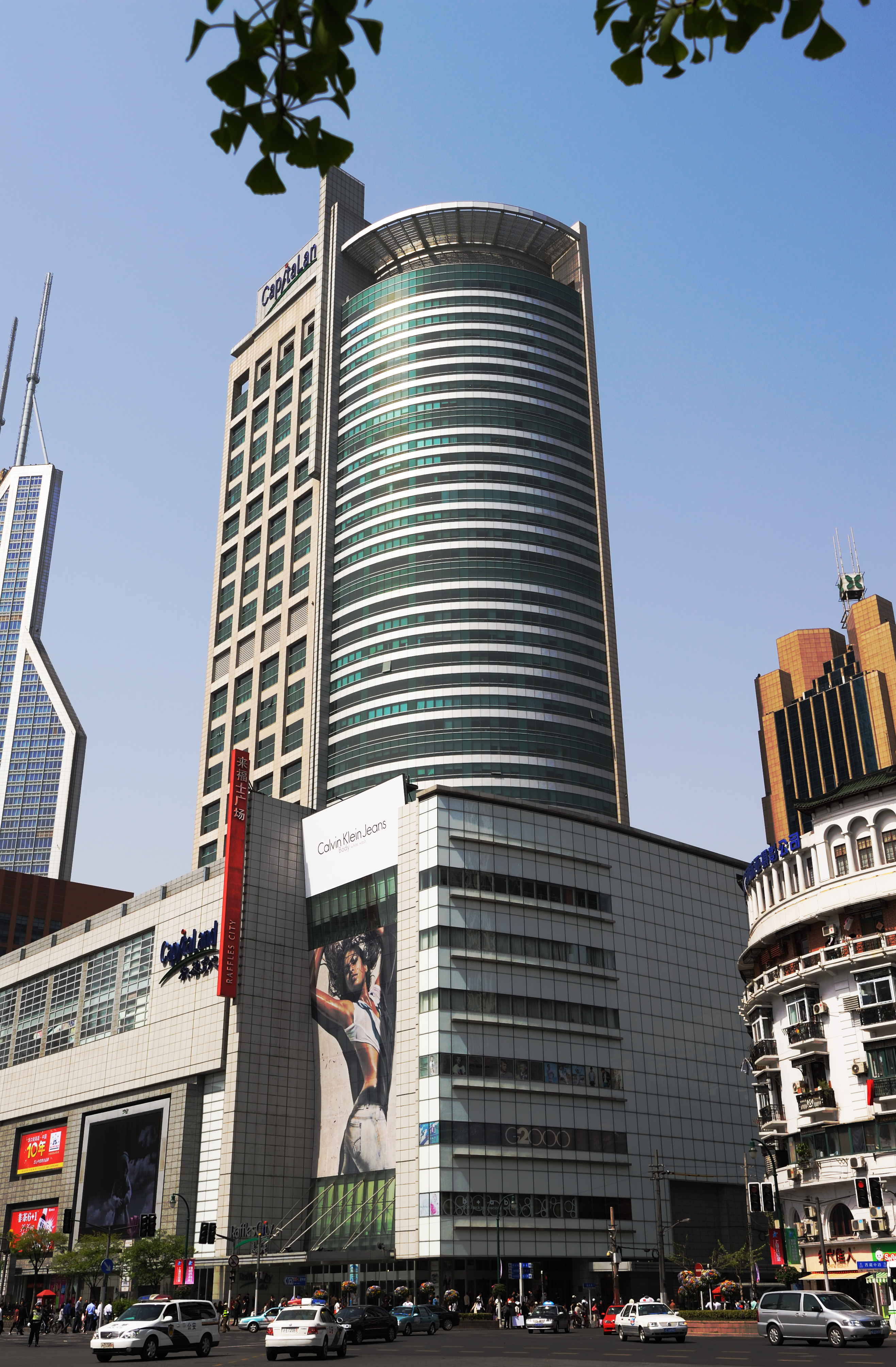
西藏中路上的来福士广场

西藏中路，是中国上海市中心一条南北向的城市次干道。马路北起南苏州路，南到延安东路。该路原为上海英租界当局所挖的泥城浜，1865年始筑道路，1936年命名为虞洽卿路，1943年更名为西藏路，1945年改为现名。

## 历史

### 泥城浜
1853年4月1日，太平军攻克镇江，江南一带为之震动。租界当局同样担忧太平军东进威胁上海租界安全。4月8日，英国驻沪领事与美国驻上海领事议定三大措施以应付时局变化，即秉持中立、组织上海義勇隊、修筑防御工事。随后，自苏州河至洋泾浜两条水系间，一道深水壕被挖成，同时挖取的泥土被堆砌于水壕以东形成泥筑防线。因防线较高，类似城墙，故而防线被称为泥城，深水壕也得名泥城浜。
1853年9月7日，小刀会发动起义，攻入上海县城，同时捣毁江海北关。清政府随即令江苏按察使吉尔杭阿领兵剿灭小刀会。吉尔杭阿抵达泥城浜旁，欲经租界进攻上海县城，但随即遭到租界拒绝。清军遂于泥城浜西北处新闸地区驻扎。1854年4月3日，英商祥泰银行职员乔利夫妇在泥城浜附近散步，却遭到清军方面的攻击，上海義勇隊获悉后先遣数人出战。半小时后，大批英军和美军及上海义勇团士兵赶到现场，最终迫使清军撤退。次日，英国驻沪领事阿礼国照会苏松太道道台，要求清军拆除军营，并后撤数里，但遭到清军吉尔杭阿的回绝。于是，英美军队出泥城浜进攻清军，迫使清军撤出泥城浜附近，这场战役后来称为泥城之战。英租界在此次事件以后扩大。

### 筑路
1864年起，随着太平军威胁的消除、租界扩张和第三代跑马场的兴建，泥城浜称为租界重要的地区之一。当年，工部局开始在河浜以东修筑小马路，并命名为西藏路，同时因为其位于当时英美租界的最西段，所以也被称为“西外滩”。
1899年，上海公共租界最后一次扩展，泥城浜由原先的西界称为租界中区和西区的分界线。1912年起，工部局扩建西藏路，通过填埋泥城浜以扩展路面面积。由于泥城浜本为水面较宽的人工水壕，因此扩展后的西藏路成为租界内少见的宽阔的南北干道。
1920年代，随着南京路的商业快速发展，以及城市人口的增加，西藏路两边也出现一些大型商场，例如上海市第一百货商店的前身大新公司便位于西藏路与南京路口。而西藏路西侧的跑马厅，则是上海滩上上层人士主要的娱乐场所。
1936年，上海公共租界工部局为表彰工部局华董、上海总商会会长、宁波籍富商虞洽卿对于上海经济的贡献，以他的名字为西藏路冠名。此后8年间，西藏路便一直称作虞洽卿路，并且是公共租界内唯一以华人名字命名的马路。
1943年，汪精卫政府为消除一切英美势力的痕迹，便将以曾在工部局担任过华董的虞洽卿名字命名的马路改回原来的路名。1945年，上海市政府将这条马路更名为西藏中路。

## 沿途建筑
西藏中路，毗邻南京路、福州路和人民广场等城市主要商业街区和地标。因此自1920年代起便是主要的娱乐、购物街道，聚集大批剧院、舞厅、饭店等。包括大上海大戏院、皇后大戏院、爵禄饭店、东方饭店等。此外在汉口路路口有监理会设立的慕尔堂。1990年代以后，来福士广场等一批现代商场成为西藏路沿街主要的地标区域和购物中心。同时，西藏中路地下，分别有轨道交通一号线和轨交八号线通沿路穿过，轨道交通二号线则横穿西藏中路地下。

## 交会道路（北向南）
西藏中路，作为南北向次干道，与众多主要道路构成城市中心地区的交通路网，与之相交汇的道路有：
| - 南苏州路 - 厦门路 - 新闸路 - 北京西路、北京东路 - 牯岭路 - 凤阳路 - 南京西路、南京东路 | - 九江路 - 汉口路 - 福州路 - 人民大道 - 汕头路 - 广东路 | - 武胜路 - 北海路 - 延安东路 |